# Cecilia Ohlsson
Ester Cecilia Ohlsson, född Mårtensson 3 november 1926 i Sankt Johannes församling i Malmö, död 25 maj 2023 i Möllevångens distrikt i Malmö, var en svensk målare och tecknare.
Hon fick sitt första målarskrin i present 1947 och hon tyckte det var så roligt att måla så hon studerade målning vid Skånska målarskolan i Malmö 1950. Hennes genombrott som konstnär kom med en serie målningar från Malmö Folkets Park. Hon ställde ut separat ett flertal gånger i Frans Suells jaktpaviljong i Malmö och hon har medverkat i ett flertal samlingsutställningar. I början av 1980-talet visade Malmö museum en retrospektiv utställning med hennes parkmotiv från Malmö. Vid sidan av sitt eget skapande var hon verksam som kursledare i oljemåleri på Parkmöllans servicecentrum. Hennes konst består av porträtt, blomsterstilleben samt skildringar med människor och miljöer ur minnet och i nuet. Ohlsson är representerad vid Malmö museum.